# Héron
Héron är en kommun i Belgien.   Den ligger i provinsen Liège och regionen Vallonien, i den centrala delen av landet, 60 km sydost om huvudstaden Bryssel. Antalet invånare är 4 867. Héron gränsar till Burdinne. 
Omgivningarna runt Héron är en mosaik av jordbruksmark och naturlig växtlighet. Runt Héron är det ganska tätbefolkat, med 75 invånare per kvadratkilometer.